# (35461) Mazzucato
(35461) Mazzucato est un astéroïde de la ceinture principale.

## Description
(35461) Mazzucato est un astéroïde de la ceinture principale. Il fut découvert le 26 février 1998 à San Marcello Pistoiese par Luciano Tesi et Andrea Boattini. Il présente une orbite caractérisée par un demi-grand axe de 2,46 UA, une excentricité de 0,10 et une inclinaison de 5,4° par rapport à l'écliptique.

## Compléments